# Tiémoko Konaté
Tiémoko Konaté (Abidjan, 19 aprile 1990) è un ex calciatore ivoriano, di ruolo centrocampista.

## Caratteristiche tecniche
È un esterno destro che può giocare anche a sinistra.

## Carriera

### Nazionale
Il 29 febbraio 2012 ha esordito con la nazionale ivoriana subentrando a Gervinho nei minuti finali del match pareggiato 0-0 contro la Guinea.

## Palmarès

### Club

#### Competizioni nazionali
- Coppa della Repubblica Ceca: 1

Sparta Praga: 2013-2014
- Campionato ceco: 1

Sparta Praga: 2013-2014
- Supercoppa della Repubblica Ceca: 1

Sparta Praga: 2014